# ویکتوریا پادلفسکا
ویکتوریا پادلفسکا (لهستانی: Wiktoria Padlewska؛ زادهٔ ۴ اکتبر ۱۹۷۷) روزنامه‌نگار، نویسنده و بازیگر اهل لهستان و ساکن سوئیس است.
از فیلم‌هایی که وی در آن‌ها نقش داشته است، می‌توان به کینگ‌سایز و عروس جنگ اشاره نمود.